# Nouvelle-Castille
Pour les articles homonymes, voir Castille (homonymie).
Pour la région administrative de l'Empire espagnol, voir Gouvernorat de Nouvelle-Castille.
La Nouvelle-Castille (en espagnol : Castilla la Nueva) est une ancienne région d'Espagne, créée en 1833 et supprimée en 1982. 
Elle était formée par les provinces de Ciudad Real, Cuenca, Guadalajara, Madrid et Tolède. 

## Géographie
Séparée de l'ancienne région de Vieille-Castille par la chaîne montagneuse centrale de la péninsule Ibérique, elle correspondait à la partie castillane du bassin du Tage, qui arrose Tolède. 
En dehors des régions de Madrid et de Tolède, la plus grande partie correspondait à la Manche, pays rendu célèbre par le livre de Cervantès, Don Quichotte.

## Histoire
Ses origines se trouvent dans le royaume de Tolède, une taïfa musulmane conquise en 1085 par le roi de León et de Castille Alphonse VI.
En 1982, elle est remplacée par les communautés autonomes de Madrid et de Castille-La Manche.